# Клименко Юрій Володимирович
Ю́рій Володи́мирович Климе́нко (1999—2024) — український військовослужбовець, учасник російсько-української війни, лицар ордена Богдана Хмельницького II та III ступенів.

## Життєпис
Народився 10 січня 1999 року в селі Трояни Новобузького району Миколаївської області. З дитинства мріяв стати офіцером, тому після закінчення школи вступив до Національної академії сухопутних військ імені гетьмана Петра Сагайдачного (м. Львів).
Від 2016 року розпочав службу як офіцер ЗСУ; від 2021-го ніс службу у хмельницькій ракетній бригаді на посаді начальника обслуги пускової установки, старший лейтенант.
Загинув 5 березня 2024 року в бою біля населеного пункту Часів Яр Донецької області.
Без Юрія лишилися дружина, син і донька та батьки.
Похований на Алеї Слави кладовища в мікрорайоні Ракове.

## Нагороди
- Орден Богдана Хмельницького III ступеня (28 березня 2022) — за особисту мужність і самовіддані дії, виявлені у захисті державного суверенітету та територіальної цілісності України, вірність військовій присязі[1].
- Орден Богдана Хмельницького II ступеня (9 серпня 2024, посмертно) — за особисту мужність, виявлену у захисті державного суверенітету та територіальної цілісності України, самовіддане виконання військового обов’язку[2].